# Julio Curatella
Julio Pedro Curatella (* 27. Februar 1911; † 1995 in Buenos Aires) war ein argentinischer Ruderer.

## Karriere
Julio Curatella nahm an den Olympischen Spielen 1936 in Berlin teil. Zusammen mit Horacio Podestá gewann er die Bronzemedaille in der Zweier ohne Steuermann-Regatta. Bei den Olympischen Spielen 1948 in London startete Curatella erneut. Mit Alberto Madero,  Óscar Zolezzi und Óscar Almirón nahm er in der Vierer ohne Steuermann-Regatta teil. Das Boot schied im Hoffnungslauf aus.